# El Altar
El Altar é um pico da Cordilheira dos Andes localizado no Equador. É um vulcão extinto localizado no centro do país, na Cordilheira Oriental dos Andes a cerca de 20 km a leste de Riobamba. O seu nome é devido às formas que têm vários dos seus numerosos picos, que se assemelham ao altar de uma igreja colonial. Os incas chamaram a este vulcão Capac Urcu, que significa montanha todo-poderosa.
A composição dominante de basaltos faz com que apareçam numerosos lagos coloridos no vulcão. A caldeira, cheia de grutas, recebe um pequeno fluxo destes lagos. A montanha propriamente dita é um grande estratovulcão do Plioceno-Pleistoceno com uma caldeira com brechas a oeste. As lendas incas diziam que o topo do El Altar colapsou após sete anos de atividade por volta de 1460, mas a caldeira é considerada pelos geólogos muito mais antiga do que esta data. Nove picos acima dos 5000 m formam um tergo em forma de ferradura, rodeando uma bacia central que contém um lago de cratera a cerca de 4200 m de altitude, conhecido como Laguna Collanes ou Laguna Amarilla. 

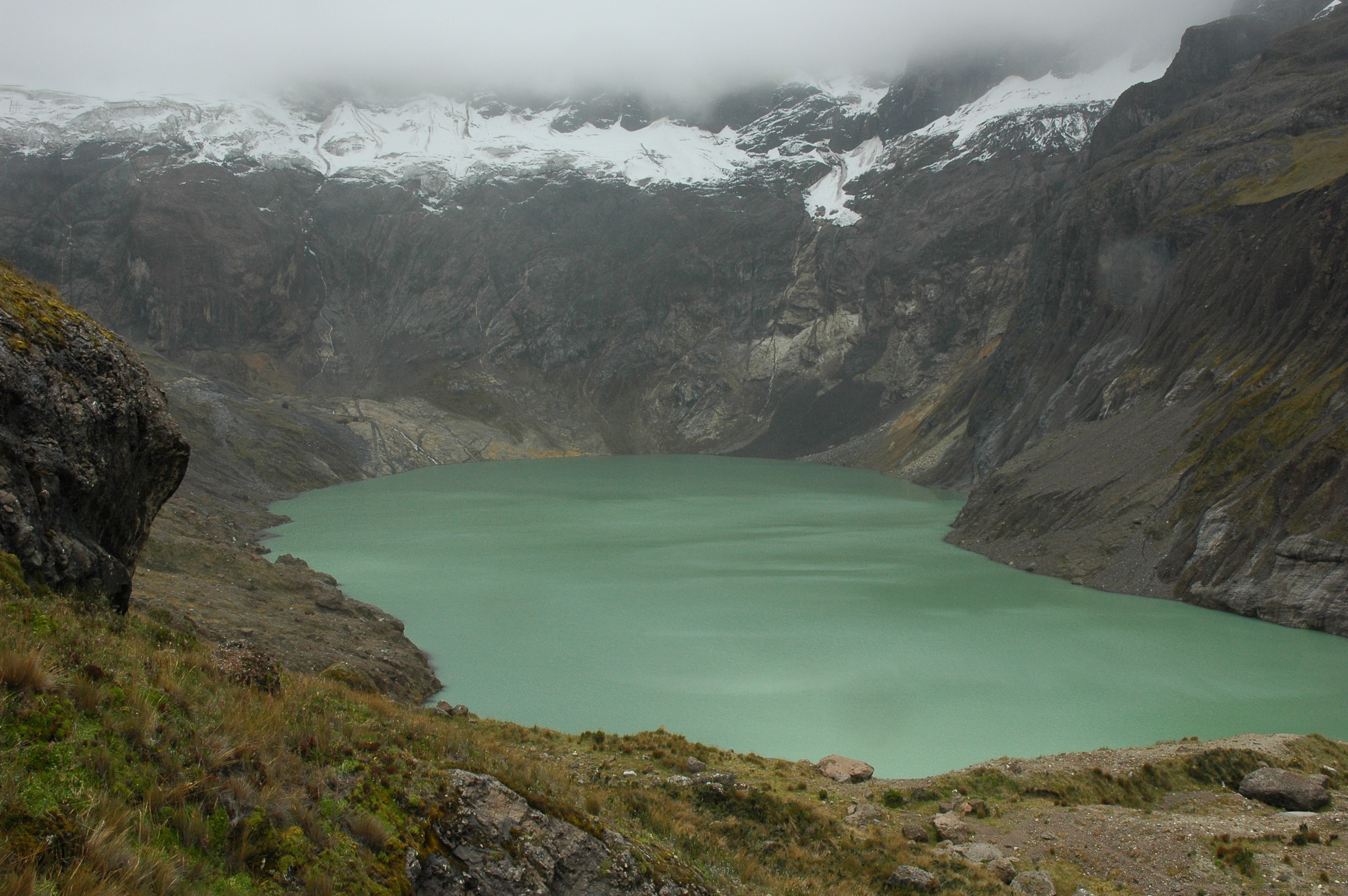
Laguna Collanes ou Laguna Amarilla

Os espanhóis, que lhe deram o nome atual, nomearam o pico setentrional como Canon, o cume oriental como Tabernacle e o cume meridional como Obispo. Estima-se que a última erupção tenha ocorrido em 1490.

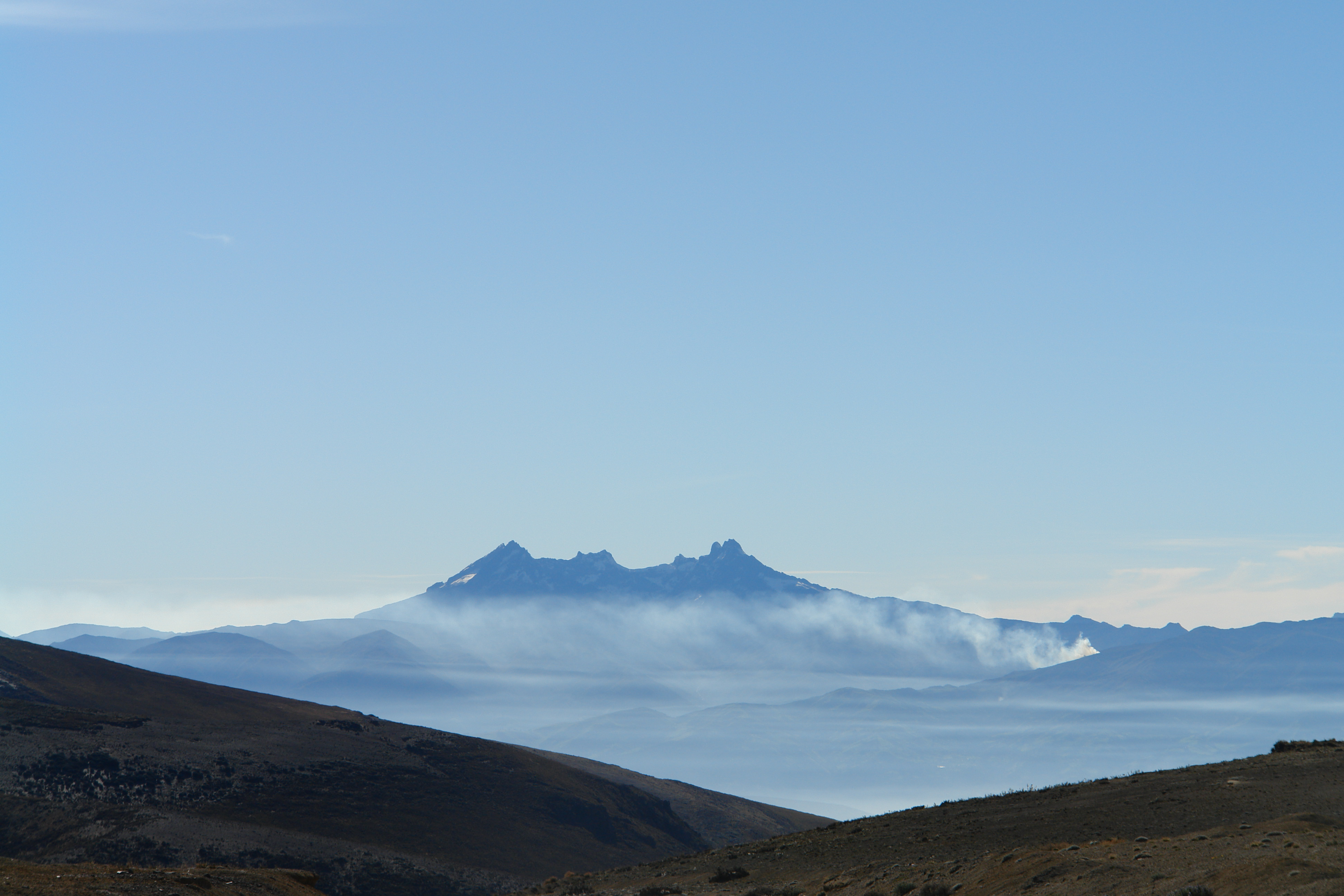
El Altar

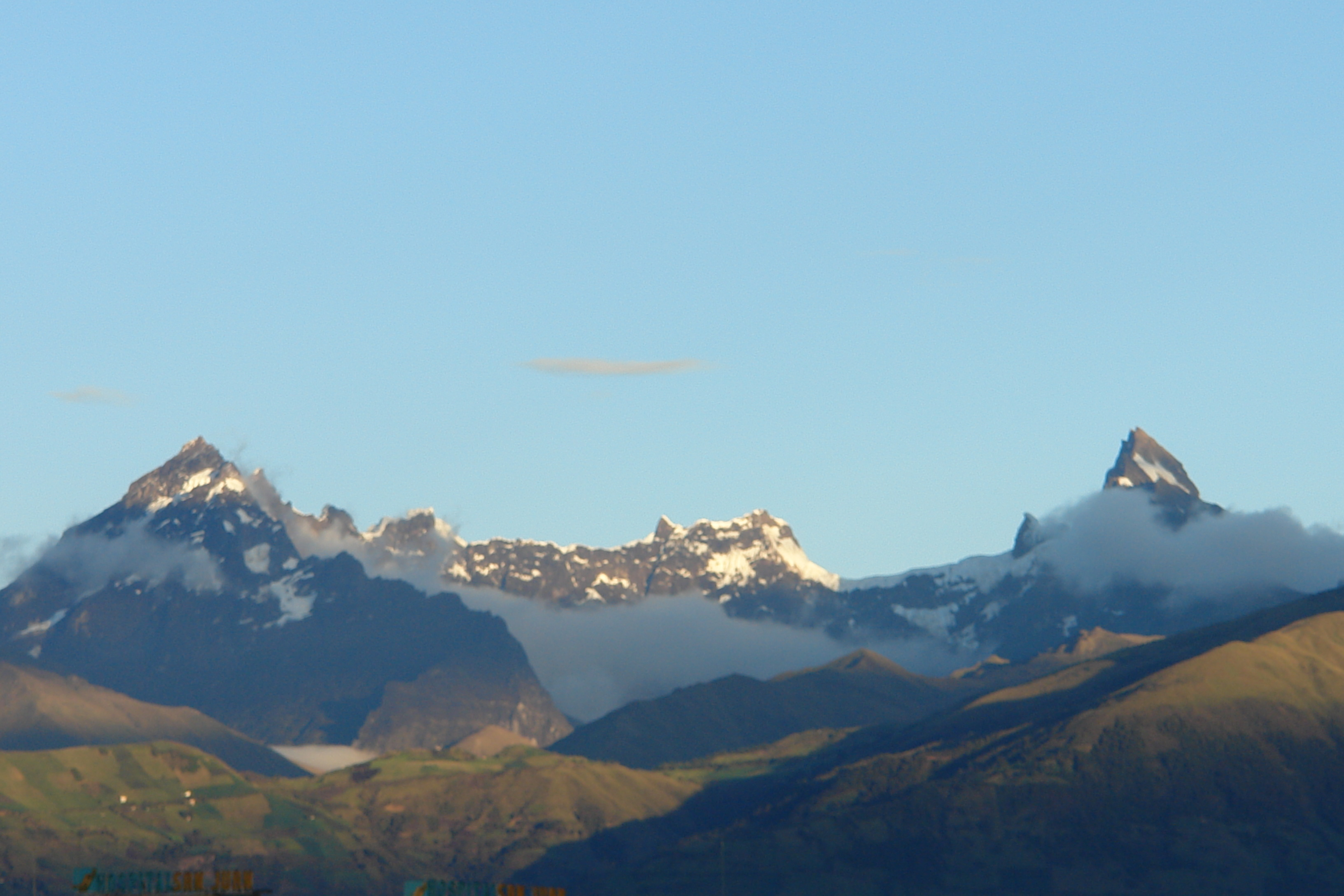
El Altar